# Heinrich I. von Wildenburg
Heinrich I. von Wildenburg war von 1288 bis 1310 Wahlabt der Klöster Werden und Helmstedt.
Wie aus einer im Staatsarchiv in Koblenz aufbewahrten Urkunde aus dem Jahre 1307 hervorgeht, übertrug Heinrich I. von Wildenburg im Jahre 1307 gemeinsam mit seiner Gattin Elsbeth und seinen beiden Söhnen Johann und Diederich das Haus und die Burg zu Wildenburg dem Grafen von Sayn zu Lehen. Die Grafen von Sayn übten im Ort Wildenburg schon früher die Gerichtsbarkeit aus. Johann von Wildenburg erklärte im Jahre 1339 die Wildenburg zum Offenhaus des Erzstiftes Trier. Im Jahre 1418 starb das Geschlecht der Wildenburger mit Hermann von Wildenburg in männlicher Linie aus. Seine Schwester Jutta war seit 1387 mit einem Ritter Johann von Hatzfeldt vermählt (deren Stammburg Hatzfeldt ist heute noch als Ruine In der Nähe des gleichnamigen Dorfes Hatzfeld zu finden). Nach langen Erbstreitigkeiten mit dem Grafen von Sayn erbte Gothardt der Rauhe, der Sohn Juttas, die Burg Wildenburg und das Kirchspiel Friesenhagen.
Heinrich I. von Wildenburg (gestorben vor 1315) war mit Elisabeth von Limburg verheiratet.
| Vorgänger            | Amt                                    | Nachfolger                 |
| -------------------- | -------------------------------------- | -------------------------- |
| Otto II. von Warburg | Abt von Werden und Helmstedt 1288–1310 | Wilhelm II. von Hardenburg |

| Personendaten    | Personendaten                    |
| ---------------- | -------------------------------- |
| NAME             | Heinrich I. von Wildenburg       |
| KURZBESCHREIBUNG | Wahlabt von Werden und Helmstedt |
| GEBURTSDATUM     | 13. Jahrhundert                  |
| STERBEDATUM      | 14. Jahrhundert                  |